# Бабкін Михайло Анатолійович
Михайло Анатолійович Бабкін (рос. Михаи́л Анато́льевич Ба́бкин) (нар. 1 вересня 1967, Міас Челябінської області) — російський історик, доктор історичних наук, професор кафедри історії  Росії новітнього часу Історико-архівного інституту Російського державного гуманітарного університету, професор кафедри історії Московського педагогічного державного університету. Автор понад 130 наукових робіт, головною темою яких є дослідження історії Православної російської церкви і Російської православної церкви.

## Життєпис
Народився 1 вересня 1967 року в Міассі Челябінської області. Батьки — випускники Челябінського політехнічного інституту, ракетобудівники (Конструкторське бюро машинобудування, з 1993 року — Державний ракетний центр ім. академіка В. П. Макеєва: місто Міас Челябінської обл.). Батько — Бабкін Анатолій Іванович (1940—2012): кандидат технічних наук (1976 році), доцент, дослідник, розробник підводного старту міжконтинентальних ракет підводних човнів; у 1982 році академіком В. П. Макєєвим призначений директором Філії Челябінського політехнічного інституту (з 1997 року — Південно-Уральського державного університету) в Міассі, який очолював до 2000 року. Мати — Бабкіна Інна Олександрівна (до шлюбу Кублицька, нар. 1942, українка: батьки з села Вишеньки Чернігівської області): інженер-телеметрист.
У 1984 році Бабкін М. А. закінчив середню школу № 6 міста Міас Челябінської області і вступив на фізичний факультет Московського державного університету ім. М. В. Ломоносова, який закінчив у 1993 році.
З липня 1986 року по липень 1989 року — служба у ВМФ СРСР (Севастополь): старший гідрометеоспостерігач плавскладу надводних кораблів; звання — матрос.
У 2000 році Бабкін вступив до аспірантури кафедри історії і політології Державного університету управління (Москва). 19 грудня 2003 року там же захистив дисертацію на здобуття наукового ступеня кандидата історичних наук за темою «Повалення монархії в Росії в 1917 році і Православна церква» за спеціальністю 07.00.02 — Вітчизняна історія.
В 2004—2005 роках пройшов курс перепідготовки на кафедрі історії Інституту професійної перепідготовки і підвищення кваліфікації викладачів гуманітарних і соціальних наук МДУ їм. М. В. Ломоносова. 17 жовтня 2007 року там же захистив дисертацію на здобуття наукового ступеня доктора історичних наук за темою «Російська православна церква на початку XX століття та її ставлення до повалення царської влади в Росії» за спеціальністю 07.00.02 — Вітчизняна історія.
З 2008 — професор кафедри історії Московського педагогічного державного університету.
З 2010 — професор кафедри історії Росії новітнього часу факультету архівної справи Історико-архівного інституту Російського державного гуманітарного університету.
Вчене звання доцент — з 18 квітня 2007, професор — з 4 лютого 2013 року.

## Сфера наукових інтересів
Історія Росії, історіографія, археографія, історія права, літургіка, історія Російської православної церкви, Руської православної церкви и Руської православної старообрядческої церкви, історія царської, імператорської і церковно-ієрархічної влади, історія російських революцій, історія взаємовідносин держави і конфесій.

## Профілі в реєстрах наукових ідентифікаторів
- Профіль у базі даних [Архівовано 15 квітня 2019 у Wayback Machine.] РІНЦ

- Профіль у базі даних Scopus

## Основна бібліографія

### Монографії
1. Бабкін М. А. Духовенство Російської православної церкви і повалення монархії (початок XX ст. — кінець 1917 р.). М., Вид. Державної публічної історичної бібліотеки Росії. 2007. —532 с . (27,2 п. л.; тираж 500 примірників) (Рус.: Бабкин М. А. Духовенство Русской православной церкви и свержение монархии (начало XX в. — конец 1917 г.). М., Изд. Государственной публичной исторической библиотеки России. 2007.) (рос.)
2. Бабкін М. А. Священство і Царство (Росія, початок XX ст. — 1918 р.). Дослідження і матеріали. М., Вид. Індрік. 2011. —920 с., іл. (64,5 п. л.; тираж 1050 примірників) (Рус.: Бабкин М. А. Священство и Царство (Россия, начало XX в. — 1918 г.). Исследования и материалы. М., Изд. Индрик. 2011.) (рос.)
3. Бабкін М. А. Священство і Царство (Росія, початок XX ст. — 1918 р.). Дослідження і матеріали. М., Вид. Індрік. 2021. —976 с., іл. (Рус.: Бабкин М. А. Священство и Царство (Россия, начало XX в. — 1918 г.). Исследования и материалы. М., Изд. Индрик. 2021.) (рос.)

### Основні збірники документів
1. Російське духовенство і повалення монархії в 1917 році. (Матеріали та архівні документи з історії Російської православної церкви) / Упоряд., авт. передмови і коментарів М. А. Бабкін. М., Вид. Індрік. 2006. —504 с.; іл. (33,5 п. л.; наклад 1300 примірників) (рос.)
2. Російське духовенство і повалення монархії в 1917 році. (Матеріали та архівні документи з історії Російської православної церкви) / Упоряд., авт. передмови і коментарів М. А. Бабкін. М., Вид. Індрік. 2008. Изд. 2-е виправлене і доповнене. —632 с.; іл. (42,5 п. л.; тираж 3000 примірників) (рос.)
3. Революція 1917 року очима сучасників. У 3 тт. М., Політична енциклопедія (РОССПЭН). 2017. Т. 2: червень — вересень. /Ред.-упоряд. А. П. Ненароков.—590 с. (Бабкін М. А. значиться на титульному аркуші книги як входить до складу робочої групи томи) (рос.)
4. Конфесійна політика Тимчасового уряду Росії[8]. М., Політична енциклопедія (РОССПЭН). 2018. —558 с. (35,0 п. л.; тираж 1000 примірників) (рос.)

### Стаття в енциклопедії
1. Бабкін М. А. Церква (Російська Православна Церква в 1905—1907 [рр.]) // Росія в 1905—1907 рр. Енциклопедія /Отв. ред. В. В. Журавльов. М., Політична енциклопедія. 2016. С. 1154—1565. (1,5 печ. л.) (рос.)

| Основні статті в періодичних виданнях |
| --- |
| 1. Бабкін М. А. Парафіяльне духовенство Російської православної церкви і повалення монархії в 1917 р. // Питання історії. М., 2003. № 6. С. 59—71. (1,3 п. л.) (рос.) 2. Бабкін М. А. Святійший синод Російської православної церкви і повалення монархії в 1917 році // Питання історії. М., 2005. № 2. С. 97—109. (1,3 п. л.) (рос.) 3. Бабкін М. А. Ієрархи Російської православної церкви і повалення монархії в Росії (весна 1917 р.) // Вітчизняна історія. М., 2005. № 3. С. 109—124. (1,6 п. л.) (журнал РАН) (рос.) 4. Бабкін М. А. Реакція Російської православної церкви на повалення монархії в Росії. (Участь духовенства в революційних урочистостях) // Вісник Московського університету. Серія 8: Історія. М., 2006. № 1. С. 70—90. (1,3 п. л.) (рос.) 5. Бабкін М. А. Сучасна російська історіографія взаємин Російської православної церкви і держави на початку XX століття (дорадянський період) // Вітчизняна історія. М., 2006. № 6. С. 171—180. (1,1 п. л.) (рос.) 6. Бабкін М. А. Духовенство Російської православної церкви і «старорежимні» символіка і ономастика (весна 1917 р.) // Вісник Південно-Уральського державного університету. Серія Соціально-гуманітарні науки. Вип. 7. Челябінськ, 2006. № 17 (72). С. 7—10. (0,5 п. л.) (рос.) 7. Бабкін М. А. «Священство» проти «царства»? // Батьківщина. М., 2007. № 3. С. 27-33. (1,0 п. л.) (рос.) 8. Бабкін М. А. Відновлення патріаршества. 1905—1917 рр. // Вільна думка. М., 2007. № 10 (1581). С. 171—184. (1,0 п. л.) (рос.) 9. Бабкін М. А. Ще раз про позиції духовенства Руської православної церкви в 1917 році. (Дані джерел і думку Ф. А. Гайди) // Вільна думка. М., 2009. № 1 (1596). С. 193—204. (0,74 п. л.) (рос.) 10. Бабкін М. А. Помісний собор 1917—1918 рр.: питання про совість православної пастви // Питання історії. М., 2010. № 4. С. 52—61. (1,0 п. л.) (рос.) 11. Бабкін М. А. Регулювання майнових прав православного ченця духовенства у «Зводі законів Російської імперії» (вид. 1876—1917 рр.) // Право і держава: теорія та практика. М., 2012. № 11 (95). С. 96—105. (1,25 п. л.) (рос.) 12. Бабкін М. А. Питання про особисте майно насельників монастирів у документах Передсоборної ради Руської православної церкви (липень 1917 р.) // Вітчизняні архіви. М., 2013. № 4. С. 60—66. (0,6 п. л.) (рос.) 13. Бабкін М. А. Церковні повноваження православних імператорів Візантії і Росії // Вісник архівіста. М., 2013. № 4. С. 130—139. (0, 5 п. л.) (рос.) 14. Бабкін М. А. Право заповіту ченців: рішення 1917 року // Питання історії. М., 2014. № 2. С. 3—16. (1,5 п. л.) (рос.) 15. Бабкін М. А. Право заповіту чернецтвом Руської православної церкви: середина XVII ст.— початок XXI ст. // Держава і право. М., 2014. № 9. С. 97—109. (1,5 п. л.) (журнал РАН) (рос.) 16. Бабкін М. А. Статут Руської православної церкви: припустимо ототожнення РПЦ і ПРЦ? // Суспільні науки і сучасність. М., 2015. № 1. С. 108—114. (0,7 п. л.). (журнал РАН) (рос.) 17. Бабкін М. А. Святійший синод російської Православної церкви і повалення монархії [Архівовано 11 квітня 2018 у Wayback Machine.] // Вісник Санкт-Петербурзького університету. Історія. СПб., 2017. Т. 62. Вип. 3. С. 522—544. (2,0 п. л.) (рос.) 18. Бабкін М. А. Законопроєкт Тимчасового уряду про «легалізацію» в Росії третьої Православної церкви — Древле-Православної, має Белокриницкую ієрархію [Архівовано 12 червня 2018 у Wayback Machine.] // Slověne. International Journal of Slavic Studies. М., Інститут слов'янознавства РАН. 2017. Vol. 6. № 1. С. 540—560. (1,3 п. л.) (журнал РАН) (рос.) 19. Бабкін М. А. Духовенство російської Православної церкви і повалення монархії: «священство» проти «царства» // Суспільні науки і сучасність. М., 2017. № 5. С. 110—121. (1,3 п. л.) (журнал РАН) (рос.) 20. Babkin M. The Russian Orthodox Church Clergy and the Overthrow of the Monarchy: «Priesthood» vs. «Kingdom» // Social Sciences. Minneapolis, 2017. Vol. 48. № 4. Pp. 52—66. (1,3 п. л.) (журнал РАН) (англ.) |

| Рецензії |
| --- |
| 1. Бабкін М. А. [Рец. на кн.:] Російська Православна Церква в роки Великої Вітчизняної війни. 1941—1945 рр. Збірник документів /Упоряд. О. Ю. Васильєва, І. В. Кудрявцев, Л. А. Ликова. М., Вид. Крутицького подвір'я. 2009 // Вітчизняні архіви. М., 2010. № 2. С. 117—119. (0,2 п. л.) (рос.) 2. Бабкін М. А. [Рец. на кн.:] Андрєєва Л. А. Феномен секуляризації в історії Росії: цивілізаційно-історичний вимір. М., Інститут Африки РАН. 2009 // Соціологічні дослідження (СОЦИС). М., 2010. № 7. С. 151—154. (0,38 п. л.) (журнал РАН) (рос.) 3. Бабкін М. А. Рівень життя і російські революції. [Рец. на кн.: Миронов Б. Н. Добробут населення і революції в імперській Росії: XVIII — початок XX століття. М., Вид. Новий хронограф. 2010] // Вільна думка. М., 2010. № 10 (1617). С. 215—218. (0,37 п. л.) (рос.) 4. Бабкін М. А. [Рец. на кн.:] Основні проблеми російської державності і культури: суперечності та уроки тисячолітньої історії /Наук. ред. Л. Н. Панкова. М., Профиздат. 2009 // Російська історія. М., 2010. № 6. С. 197—198. (0,20 п. л.) (журнал РАН) (рос.) 5. Бабкін М. А. Фільм «Цар»: безглуздості церковних образів // Новий історичний вісник. М., 2011. № 2 (28). С. 110—114. (0,27 п. л.) (рос.) 6. Бабкін М. А. [Рец. на кн.: Листи патріарха Алексія I в Раду у справах Руської православної церкви при Раді народних комісарів — Раді міністрів СРСР. 1945—1970 рр .. /Під ред. Н. А. Кривової; відп. упоряд. Ю. Р. Орлова; упоряд. О. В. Лавинська, К. Р. Ляшенко. У 2 тт. М., РОССПЭН. Т. 1: 1945—1953 рр. 2009, Т. 2: 1954—1970 рр 2010] // Вітчизняні архіви. М., 2011. № 4. С. 119—123. (0, 32 п. л.) (рос.) 7. Бабкін М. А. Між двоголовим орлом і серпом з молотом. [Рец. на кн.: Тюремна одіссея Василя Шульгіна: Матеріали слідчої справи і справи ув'язненого /Упоряд., вступ. стаття В. Р. Макарова, А. В. Репникова, В. С. Христофорова; коммент. В. Р. Макарова, А. В. Репникова. М., Вид. Книжниця, Російський шлях. 2010] // Вільна думка. М., 2011. № 6 (1625). С. 221—222. (0,15 п. л.) (рос.) 8. Бабкін М. А. Рецензія на книгу: Болотов С. В. Російська Православна Церква і міжнародна політика СРСР у 1930-ті — 1950-ті роки. (М., Вид. Крутицького подвір'я. 2011. —315 с. // Вісник Московського державного обласного університету. Серія Історія і політичні науки. М., 2011. № 4. С. 177—180. (0,25 п. л.) (рос.) 9. Бабкін М. А. [Рец. на кн.: Каиль М. Ст. Православна церква і віруючі Смоленської єпархії в роки революцій та Громадянської війни: державно-церковні відносини і внутриконфессиональные процеси. М., Вид. Іпполітова. 2010] // Історичний архів. М., 2011. № 1. С. 198—200. (0,26 п. л.) (рос.) 10. Бабкін М. А. [Рец. на кн.: Козлов В. Ф. Москва старообрядницька: Історія. Культура. Святині. М., АНО ВЦ «Москвоведение». 2011] // Вітчизняні архіви. М., 2012. № 2. С. 136. (0,1 п. л.) (рос.) 11. Бабкін М. А. [Рец. на кн.:] «Вітчизну обняла кривава турбота…»: Рукописна спадщина Вітчизняної війни 1812 року в зборах Пушкінського Дому /Упоряд. Г. В. Маркелов. СПб., Изд. Пушкінського Будинку. 2012, [Рец. на кн.:] Дім Романових в Пушкінському Будинку: Матеріали зборів Пушкінського Дому /Упоряд. Г. В. Маркелов. СПб., Изд. Пушкінського Будинку. 2013 // Історичний архів. М., 2013. № 4. С. 181—182. (0,16 п. л.) (рос.) |

| Публікації документів |
| --- |
| 1. «Божим випробуванням поки ми залишаємося в междуцарствии». З листування єпископа Пермського і Кунгурского Андроніка і обер-прокурора Св. Синоду Ст. Н. Львова. Березень-квітень 1917 р. / Публікація, вступна стаття і коментарі М. А. Бабкіна // Історичний архів. М., 2003. № 1. С. 202—206. (0,2 п. л.) (рос.) 2. Російська православна церква і Лютнева революція 1917 року / Публікація, вступна стаття і коментарі М. А. Бабкіна // Питання історії. М., 2004. № 2. С. 3-28, № 3. С. 3—31, № 4. С. 3—32, № 5. С. 3—23. (7,2 п. л.) (рос.) 3. «Духовенство захоплено вітає в особі вашому вільну Росію». Єкатеринбург православне духовенство і Лютнева революція. Весна 1917 р. / Публікація, вступна стаття і коментарі М. А. Бабкіна // Історичний архів. М., 2005. № 4. С. 115—121. (0,4 п. л.) (рос.) 4. «Ми, військові священики, всім серцем вітаємо оновлення нашої Батьківщини на засадах політичної, громадянської та релігійної свободи…». Матеріали з історії православного військового та морського духовенства (березень-липень 1917 р.) / Публікація, вступна стаття і коментарі М. А. Бабкіна // Військово-історичний журнал. М., 2006. № 2. С. 37—41. (0,8 п. л.) (рос.) 5. Листи монархістів Помісного собору російської Православної церкви (серпень-жовтень 1917 р.) / Публікація, вступна стаття і коментарі М. А. Бабкіна // Історичний архів. М., 2007. № 4. С. 130—145. (0,6 п. л.) (рос.) 6. Публікація документа: Монархісти Києва про політичної позиції Святійшого синоду Російської православної церкви. 1905—1907 рр. / Публікація, вступна стаття і коментарі М. А. Бабкіна // Питання історії. М., 2007. № 8. С. 53—64. (1,50 п. л.) (рос.) 7. «Є люди, готові служити». Листи вірнопідданих Миколі II після його зречення від престолу / Публікація, вступна стаття і коментарі М. А. Бабкіна // Історичний архів. М., 2008. № 3. С. 146—153. (0,47 п. л.) (рос.) |

## Основні інтерв'ю за темами досліджень
- Михайлова Ж. Інтерв'ю: Історик Михайло Бабкін: «Духовенство не для того скидало царську владу, щоб її реставрувати» [Архівовано 12 червня 2018 у Wayback Machine.] // Портал-Credo.Ru, 11.07.2007 (рос.)
- Кротов Яків, священик. З християнської точки зору [Архівовано 21 вересня 2018 у Wayback Machine.] // Радіо «Свобода», 05.03.2011 (рос.)
- Тюренков М. Священство і Царство на початку XX століття [Архівовано 16 грудня 2017 у Wayback Machine.] // Тетянин день, 23.09.2011 (рос.)
- Солдатов Олександр. Інтерв'ю: Доктор історичних наук Михайло Бабкін про своїй відомій монографії, проблеми «священства і царства», про амбіції РПЦ МП і старовір [Архівовано 23 грудня 2018 у Wayback Machine.] // Портал-Credo.Ru, 12.10.2011 (рос.)
- Механік А. Церква і революція [Архівовано 13 грудня 2017 у Wayback Machine.] // Експерт (журнал)|Експерт, 12-18.03.2012 (рос.)
- Солдатов Олександр. Інтерв'ю: Доктор історичних наук, професор Історико-архівного інституту РДГУ Михайло Бабкін про порядок успадкування майна Патріарха, церковному «офшорі» і «нехорошій квартирі» Будинку на набережній [Архівовано 12 червня 2018 у Wayback Machine.] // Портал-Credo.Ru, 26.03.2012 (рос.)
- Солдатов Олександр. Інтерв'ю: Доктор історичних наук професор Михайло Бабкін про підсумки Архієрейського Собору РПЦ МП: «архієрейська крамничка», безконтрольність єпископату і безправ'я інших, особливо — монашества… [Архівовано 12 червня 2018 у Wayback Machine.] // Портал-Credo.Ru, 7.02.2013 (рос.)
- Карпова А. Директор патріаршої друкарні звільнена за друк календаря зі Сталіним [Архівовано 12 червня 2018 у Wayback Machine.] // Сноб, 9.01.2014 (рос.)
- Відео-інтерв'ю кореспонденту Загальноросійського громадського руху «Національна ідея Росії» [Архівовано 18 березня 2019 у Wayback Machine.], 13.10.2017 (рос.)
- Камакин А. Як Церква повалила царську владу: історик, відкрив правду, боїться удару сокирою [Архівовано 18 грудня 2017 у Wayback Machine.] // Московський комсомолець, 07.12.2017 (Заголовок в газеті: «Революція милістю божою». Опубліковано в газеті «Московський комсомолець» № 27566 від 8 грудня 2017) (рос.)
- Солдатов Олександр. Інтерв'ю: Доктор історичних наук, професор РДГУ Михайло Бабкін про «ленінському декреті» про відокремлення церкви від держави, причетності духовенства до гонінь на Церкву і прихильність Московської патріархії цього декрету [Архівовано 12 червня 2018 у Wayback Machine.] // Портал-Credo.Ru, 1.02.2018 (рос.)
- Журфікс Московського Дворянського зібрання. Ведучий — ватажок Московського Дворянських зборів Олег Щербачов[9] // Державний музей Л. Н. Толстого, 8.02.2018 (рос.)
- Солдатов Олександр. Інтерв'ю: Доктор історичних наук, професор РДГУ Михайло Бабкін про рішення Синоду РПЦ МП від 15 Жовтня, правову невизначеність статусу цієї структури та перспективи «параду автокефалій» [Архівовано 18 жовтня 2018 у Wayback Machine.] // Credo.Press, 17.10.2018 (рос.)

## Спогади
- «Дуплетный» трофей, або Два знайомства з вовками // Мисливець і рибалка. Газета для душі. [Архівовано 12 червня 2018 у Wayback Machine.] Томськ, 2018. № 3 (106). Березень. С. 1, 18, 20. (рос.)

## Суспільна позиція
У лютому 2022 року підписав відкритий лист російських науковців та наукових журналістів із засудженням вторгнення Росії в Україну та закликом вивести російські війська з української території.

## Цікаві факти
- Михайло Бабкін 7 січня 2014 року у своєму «Живому журналі» опублікував інформацію, що видавничо-поліграфічний центр Свято-Троїцької Сергієвої лаври РПЦ МП випустив календар на 2014 рік із зображеннями Йосипа Сталіна[11]. Повідомлення викликало буквально інформаційний вибух у блогосфері та в ЗМІ України, Росії та інших країн[12][13][14][15][16][17][18][19][20][21].
- Бабкін не належить до РПЦ МП, і має критичний погляд на ієрархію цієї конфесії.
- Архієпископом Московським, митрополитом Всеросійським Серафимом (Мотовіловим), висвячений в Українську автокефальну православну церкву, Бабкін нагороджений медаллю ІПЦ(С)[22].
- У 1988 році, в період проходження строкової служби в лавах Чорноморського флоту, під час звільнення Михайло Бабкін був затриманий міліціонером в севастопольському пивбарі за розпивання пива і зданий в гарнізонну комендатуру. Причина затримання — «матросам, мовляв, заборонено перебувати в пивбарі і пити пиво». Зумів уникнути покарання на гауптвахті, переконавши командира частини в відсутності зі свого боку порушень військової дисципліни в силу відсутності будь-чийого наказу про заборону матросам вживати слабоалкогольні напої, до числа яких належить пиво. Оскаржив правомірність дій працівника міліції шляхом дворазової подачі відповідної заяви на ім'я начальника міліції міста Севастополя. 5 травня 1989 від прибулих до військової частини міліціонерів отримав офіційні вибачення за неправомірне затримання, а також повідомлення про покарання винного службовими та комсомольської лініях. Дані факти були розцінені як в частині, так і за її межами, що матрос Бабкін відстояв честь флоту і довів, що матроси мають право пити пиво. Історія була висвітлена в газеті «Флаг Родіни»[23][24][25].